# Kinh tế Ba Lan
Kinh tế Ba Lan được xem là nền kinh tế mạnh nhất trong số các quốc gia ở Đông Âu (sau Nga), với tỉ lệ tăng trưởng kinh tế hàng năm là trên 6.0%.
Ba Lan luôn theo theo đuổi chính sách kinh tế tự do suốt từ những năm 1990. Sự tư nhân hóa các công ty vừa và nhỏ thuộc sở hữu nhà nước trước đây và luật về việc thiết lập các công ty mới một cách tự do đã khuyến khích sự phát triển lĩnh vực kinh tế tư nhân, là động lực chính đối với sự tăng trưởng kinh tế của Ba Lan. Lĩnh vực nông nghiệp vẫn có nhiều vấn đề về cấu trúc, thặng dư lao động, các trang trại nhỏ không hiệu quả và thiếu sự đầu tư. Việc sắp xếp lại và tư nhân hóa các "lĩnh vực nhạy cảm" (ví dụ than đá) vẫn chậm, tuy nhiên gần đây sự đầu tư nước ngoài ở trong các lĩnh vực về năng lượng và thép đã bắt đầu tạo sức ép bắt buộc với việc này. Sự cải cách gần đây về chăm sóc sức khỏe, giáo dục, lương hưu và quản lý hành chính đã dẫn đến sức ép phải tăng thêm ngân khố. Việc hoàn thiện chính sách thắt chặt tài chính tiền tệ và làm giảm thâm hụt tài chính, với trọng tâm vào lạm phát, là các ưu tiên hàng đầu đối với chính phủ Ba Lan. Sự tiến bộ xa hơn nữa về tài chính công cộng phụ thuộc chủ yếu vào việc tư nhân hóa các lĩnh vực vẫn thuộc sở hữu nhà nước, tư nhân hóa các lĩnh vực này làm giảm gánh nặng trả lương của nhà nước.

## Tăng trưởng GDP
Bảng tăng trưởng GDP gần đây của Ba Lan (so sánh với cùng quý của năm trước):
| Năm  | Quý 1 | Quý 2 | Quý 3 | Quý 4     |
| ---- | ----- | ----- | ----- | --------- |
| 2007 | 7.4%  | 6.7%  | 6.4%  | 7.5%(est) |
| 2006 | 5.5%  | 5.8%  | 6.3%  | 6.7%      |
| 2005 | 2.1%  | 2.8%  | 3.7%  | 4.3%      |
| 2004 | 7.0%  | 6.1%  | 4.8%  | 4.9%      |
| 2003 | 2.2%  | 3.8%  | 4.7%  | 4.7%      |

- Tổng cộng năm 2003 3.7%
- Tổng cộng năm 2004 5.4%
- Tổng cộng năm 2005 3.3%
- Tổng cộng năm 2006 6.1%
- Tổng cộng năm 2007 (ước tính) 7.1%

Ba Lan gia nhập Liên minh châu Âu vào 1 tháng 5 năm 2004.